# Leif den Lykkelige
Leif den Lykkelige eller Leif Eriksen (ca. 970 – ca. 1020) var en nordisk opdagelsesrejsende fra Island. Han var den første europæer man kender, der satte fod i Nordamerikas kontinent før Christopher Columbus. Ifølge de islandske sagaer etablerede han en bosættelse i Vinland, der foreløbig er blevet identificeret som den nordiske L'Anse aux Meadows på nordspidsen af Newfoundland i det moderne Canada. Senere arkæologiske fund viser at Vinland muligvis kan have været områderne omkring Saint Lawrence-bugten, og at L'Anse aux Meadows muligvis blot var et skibsværft til reparation.
Navnet 'Leif den Lykkelige' er en fordanskning, i teksten hedder han Leifur Eiriksson, andre steder Leifur Heppni = den heldige. Formen 'den lykkelige' er en Grundtvig-forvanskning af 'den heldige', så han fik lavet et bogstavrim. Bogstav 'f' udtales på islandsk 'v' mellem vokaler, og 'u' som på svensk: midt mellem 'y' og 'ø'..
Leif var søn af Erik den Røde, der grundlagde den første bosættelse i Grønland, og Þjodhildur, som begge var af norsk oprindelse. Hans fødested er ikke fastslået, men det antages at han blev født på Island, der få år forinden var blevet koloniseret af nordboere fra Norge. Han voksede op på familiens gård Brattahlíð i Østerbygden i Grønland. Leif fik to sønner man kender til; Thorgils, der blev født af en adelskvinde Thorgunna på Hebriderne, og Thorkell, der overtog rollen som høvding i Grønland efter sin fader.
Da Leif var ung rejste han til Norge. Da han få år efter kom tilbage til Grønland hørte han rygter om endnu mere land mod vest. Derfor købte han et skib og sammen med 35 andre mænd rejste han mod vest hvor han fandt Nordamerika ca. år 1000.

## Tidligt liv
Leif var søn af Erik den Røde og hans kone Thjodhild (Þjóðhildur), og han var barnebarn af Thorvaldr Ásvaldsson, og en fjern slægtning til Naddoddur, der opdagede Island Han var viking i sine yngre dage. Hans fødselsår bliver ofte angivet som ca 970 eller ca. 980. Selvom Leifs fødselssted ikke bliver nævnt i sagaerne, blev han sandsynligvis født på Island, hvor hans forældre mødte hinanden—sandsynligvis ved Breiðafjörður, og muligvis på gården Haukadal hvor Thjóðhilds familie skulle stamme fra. Leif havde to brødre, hvis navne var Thorsteinn og Thorvaldr, og en søster ved navn Freydís.
Thorvald Asvaldsson blev forvist fra Norge for drab, og rejste i eksil på Island sammen med den unge Erik. Da Erik selv blev forvist fra Island rejste han længere mod vest til et område han kaldt Grønland, hvor han etablerede den første permanente bosættelse, Brattahlíð, i 986. Thyrkar, der var en af Eriks trælle, havde fået opgaven med at tage sig af Eriks børn, og Leif kaldte ham senere sin fosterfar.

## Privatliv
Leif blev beskrevet som vis, hensynsfuld og stærk. Under hans ophold på Hebriderne blev han forelsket i en adelskvinde, Thorgunna, som han fik sønnen Thorgils med. Thorgils blev senere sendt til Leif i Grønland, men han blev ikke særlig populær.
Efter Leifs første rejse til Vinland vendte han tilbage til familiens gård, Brattahlíð, i Grønland, og han begyndte at prædike kristendommen til Grønlænderne. Hans fader, Erik, reagerede negativt til forslaget om at forlade sin religion, mens han moder, Þjóðhildr, hurtigt blev kristen og fik opført en kirke kaldet Þjóðhilds Kirke. Den sidste gang Leif nævnes i live er i 1019, og i 1025 har han overdraget sin høvdingetitel over Eriksfjord til sin anden søn, Thorkell. Der nævnes intet om hans død i sagaerne, men han døde sandsynligvis i Grønland et sted mellem disse to år. Der vides ikke noget videre om hans familie, udover at Thorkell blev høvding.